# IC 2395
IC 2395 — галактика типу II3p () у сузір'ї Вітрила.
Цей об'єкт міститься в оригінальній редакції індексного каталогу.